# Thierry Blondeau
Thierry Blondeau (* 12. April 1961 in Vincennes bei Paris) ist ein französischer Komponist.

## Leben
Blondeau studierte Musik und Literatur am Conservatoire de Paris und an der Hochschule der Künste in Berlin. 
Von 2000 bis 2002 war er Komponist in Residenz in Annecy (französische Alpen) und dort Leiter des Studios für Elektroakustik sowie der Festspiele Concerts d’Hiver et d’aujourd’hui. 2004 gründete Blondeau mit Jean-Luc Hervé und Oliver Schneller die Komponistengruppe „Biotop(e)“.
Von 2002 bis 2008 unterrichtete er an der Universität Straßburg (Universität Marc Bloch (Straßburg II)).
Thierry Blondeau lebt als freischaffender Komponist in Straßburg.

## Werke
Blondeaus Musik kann als eine hörbare Konstruktion akustischer, räumlicher und instrumentaler Gegebenheiten betrachtet werden. Das Bewusstsein eines lebendigen Klanges führt ihn dazu, den Raum der Aufführung als erweiterten Klangkörper des Instrumentes möglichst in der Komposition zu integrieren. Diese Beschäftigung brachte ihn dazu, außer den Konzertstücken, Klangaktionen, in Bezug auf einen Ort, einen Raum oder einer Situation, zu konzipieren.
Seit 2000 schreibt er pädagogische Instrumentalstücke mit Elektroakustik für alle Altersstufen in Zusammenarbeit mit verschiedenen Musikschulen, mit dem Ziel, zeitgenössische Musik Anfängern zugänglich zu machen.
Seine Arbeiten werden bei Éditions Jobert, Paris, und Dahlmann, Straßburg, verlegt.

## Stipendien und Auszeichnungen
- 1990 Stipendiat des Berliner Senats für Kulturelle Angelegenheiten.
- 1994 bis 1996 Stipendiat der Villa Medici in Rom.
- 1998 Preisträger des französischen Außenministeriums für einen Aufenthalt in Basel.
- 1998 bis 2000 Komponist in Residenz in Brest.
- 2000 Stipendiat der Akademie Schloss Solitude
- 2000 bis 2002 Komponist in Residenz in Annecy (französische Alpen) Leiter des Studios für Elektroakustik und der Festspiele « Concerts d’Hiver et d’aujourd’hui ».
- 2002 bis 2003 Stipendiat des DAAD (Deutscher Akademischer Austauschdienst) in Berlin.
- 2005 Stipendiat am Künstlerhof Schreyahn in Niedersachsen

## Werke (Auswahl)
- 1992 Ups and Downs, für 5 Instrumente
- 1993 Zigzag, für 14 Instrumente und Elektronik
- 1999 Pêle-Mêle, für 10 Instrumente und Elektronik
- 2002 Étude au Doppler, für 2 Instrumente und 2 Lautsprecher
- 2005 Lieu, für 10 Instrumente
- 2006 Appel, Écho, Envol, für 3 Chöre, 4 Soloflöten und Orchester
- 2011 Streichquartett n°1